# 周继旨
周继旨（1932年6月—2020年3月2日），安徽亳州人，中国哲学史家，南京大学哲学系教授，长期从事儒学和易学研究。

## 生平
1932年6月出生于安徽一农村知识分子家庭。1948年2月参加中国人民解放军，先后在豫皖苏军区六分区、二野三兵团、中原大学、重庆高级步兵学校、中共中央西南局秘书处任职。参加淮海战役、渡江战役，两次荣获三等功。1954年考入北京大学哲学系，1958年毕业后在高校任教。长期在安徽大学从事中国哲学史的教学与研究，兼治史学理论与中国社会史以及比较文化史。1977年开始参与《中国哲学史》编修工作。1989年受聘为南京大学中国思想家研究中心教授。1993年9月离休。曾任中国哲学史学会理事，中国哲学史学会安徽分会会长，中国孔子基金会理事、顾问，《孔子研究》副主编，国际易学联合会顾问，《国际易学研究》编委，国际儒学联合会顾问等职。出版有《墨翟评传》《论中国古代社会与传统哲学》等专著，校点《杨仁山全集》。2020年3月2日在南京逝世，享年87岁。